# Pteris albertiae
Pteris albertiae là một loài dương xỉ trong họ Pteridaceae. Loài này được Arbeláez mô tả khoa học đầu tiên năm 1995.